# 東亜ディーケーケー
東亜ディーケーケー株式会社（とうあディーケーケー、英文社名DKK-TOA CORPORATION）は、東京都新宿区に本社を置く分析機器などの製造販売を行う企業である。

## 事業内容
下記製品ならびに付属品・消耗品等の製造・販売・技術サービス
- 環境・プロセス分析機器（水質・ガス・大気・油分分析機器）
- 科学分析機器（ポータブル水質・ガス分析機器）
- 産業用ガス検知警報器
- 電極・標準液

## 沿革
- 1944年9月 - 東亜電波工業株式会社として創立[1]。
- 1945年 - 電気化学計器株式会社創立。
- 1961年11月 - 東亜電波工業が東京証券取引所第2部に上場。
- 1990年 - 東亜電波工業が三井造船（現・三井E&Sホールディングス）と資本・業務提携。
- 2000年 - 東亜電波工業と電気化学計器が合併し、東亜ディーケーケー株式会社発足（存続会社は東亜電波工業）。
- 2005年11月 - 米国HACH社（en:Danaher Corporation傘下の水質検査機器メーカー）と資本・業務提携し、HACH社が筆頭株主となる。
- 2006年11月1日 - 電子測定器事業部門を日置電機に譲渡。
- 2013年10月31日 - 東京証券取引所1部に指定替え。

## 関連会社
特に断り書きのない会社は連結子会社である。
- 山形東亜DKK（山形県新庄市）
- 岩手東亜DKK（岩手県遠野市）
- バイオニクス機器（東京都東大和市）
- アリス東亜DKK（埼玉県狭山市）
- 東亜DKKアナリティカ（東京都東大和市）
- 東亜DKKサービス（東京都東大和市）
- デイケイケイサービス関西（大阪府門真市、持分法適用会社）